# 2010년 미국 하원의원 선거
2010년 미국 하원의원 선거는 2010년 11월 2일 실시된 미국 하원의원 선거이다. 버락 오바마 대통령의 중간평가 성격을 띄었으며 공화당이 압승을 거두어 다수당이 되었다.